# Will Vandom
Wilhelmina "Will" Vandom es un personaje de ficción que apareció por primera vez en W.I.T.C.H. en abril de 2001. Ella es la líder de las Guardianas (conocido como W.I.T.C.H.), un grupo de adolescentes que guardan Kandrakar, el centro del universo. En la adaptación al idioma inglés de la serie, el nombre completo del personaje se ha acortado de "Wilma", y en la serie animada basada en el cómic, su voz es proporcionada por Kelly Stables en los EE. UU. Elsa Pataky y Agustina Priscila En Español Latino y Hoko Kuwashima en japonés.
Will es un poco Anti femenina, pero también es sensible con los sentimientos de otras personas. Ella es una experta en la ciencia y le encanta nadar, sobre todo cuando la tutela y la escuela están destacando a salir. También se menciona una vez que le gusta ir en bicicleta. Ella ama a los animales en general, pero esta especialmente loca por las ranas y trata de recoger cualquier cosa y todo lo relacionado con ellas a excepción de los anfibios en sí. También viene con ideas muy buenas en la cara del peligro, como se muestra cuando deja que Cedric los capturara a ella ya sus amigos para llegar hasta Taranee, y cuando enga~a a Cedric para ponerse la corona de la Luz y así derrotarlo. De acuerdo con el abuelo de Matt, parece una chica inteligente. Ella también dice que es alérgica a las ortigas.
Como una chica normal, ella es guapa, pero está insegura, porque no se siente lo suficientemente bonita. Cuando se transforma, se parece más a lo que le gustaría ver tal como una chica normal.

## Cronología

### Antes de W.I.T.C.H.
Cómics: Antes de que ella fuera una guardiana, Will fue una chica normal que nació el 19 de enero, teniendo así el signo de Capricornio, y se crio en la pequeña ciudad de las colinas de Fadden Hills. Cuando todavía era joven, su padre las abandono a ella ya su madre. Cuando llegó a la escuela secundaria, se enteró de que era capaz de leer la mente de las personas. (Pero no mantener este poder en cualquier momento durante las líneas de la historia original.) Cuanto más leía la mente de su amiga, más se daba cuenta del hecho de que no disfruta de su compañía. La única razón por la que ella y sus amigas pretendían ser amables, se debía a que se compadecían de ella debido al divorcio de sus padres. Serán devueltos aplastado en casa por este rechazo. Su madre le sugirió que tal vez Fadden Hills, celebraba muchos recuerdos dolorosos para ambas y que era hora de encontrar una nueva vida en otra ciudad. En ese momento, un anuncio en la radio dio a conocer la solitaria ciudad de Heatherfield. Su madre decidió que Heatherfield sería probablemente el mejor lugar para mudarse. En Heatherfield, Will se veía como una bruja en un escaparate, De este modo, conoció a la abuela de Hay Lin, quien la proclamó Guardiana del Corazón de Kandrakar y líder del equipo.
Serie Animada: Del mismo modo, antes de que ella se convirtiera en guardiana, Will fue una chica normal con los padres divorciados que vivía en Fadden Hills, a diferencia del cómic, el trabajo de su madre hizo que se trasladaran a Heatherfield. Sin embargo su cumpleaños en la serie de animación está en alguna fecha en el otoño. Poco más adelante se sabe sobre la vida de Will antes de W.I.T.C.H.

## La formación de W.I.T.C.H.
Cómics: La serie comenzó con Will y su madre entrando en la ciudad de Heatherfield en un día lluvioso. Mientras que Susan Vandom parecía estar buscando el lado bueno de las cosas, se mostrará una expresión agria de odio hacia su nueva vida en dicha ciudad. Más tarde, ella aprendió a amar que viven en Heatherfield y le rogó a su madre que no se moviera de nuevo. En su primer día en su nueva escuela en Heatherfield, se encontró con Taranee Cook, una chica que había también acaba de mudar a Heatherfield de la ciudad de Sésamo. Ellas se convirtieron rápidamente en amigas, y más tarde, los mejores amigos, y no pasó mucho tiempo antes de Taranee y se convertirá en amigo de Irma Lair, Cornelia Hale, Hay Lin y Elyon Portrait. Taranee es ahora la mejor amiga de Will en la serie. La suerte quiso que esa noche fue la escuela de baile de Halloween y las otras chicas instó a Will y Taranee a ir con ellos. Estuvieron de acuerdo, con Will un poco a regañadientes. Esa noche en el baile, vio a un chico de la banda llamado Matt y de inmediato se enamoró de él. Desconocido para ella o cualquiera de las otras chicas, Cedric y Vathek, como los nativos de Meridian, llegó a la fiesta con el fin de capturar a Will. Afortunadamente, Will escapó sin siquiera darse cuenta de Vathek, en primer lugar, pero Cedric tuvo éxito en convencer a su amiga, Elyon, a visitarlo en su librería, donde su atraídos con palabras inteligentes. Más tarde esa noche, una travesura hech por Uríah Dunn, un matón de patio de la escuela, y su banda participaron en la colocación de los petardos en linterna gigante con forma de Calabaza, y poner así a las chicas en peligro, pero con el pensamiento rápido de Taranee (y un breve uso de sus poderes) se las arreglaron para escapar sin un rasguño.
Al día siguiente, las chicas se reunieron en la casa de Hay Lin es / un restaurante para recordar los sueños extraños cada uno de ellos la noche anterior. Fue allí que Yan Lin, la abuela de Hay Lin, les dijo que la leyenda de los Guardianes de la Muralla, el grupo de guerreros que las chicas debían ser, y encargó a Will con el Corazón de Kandrakar. Cornelia y Taranee se mostraron escépticos y decidió seguir adelante con sus vidas. Elyon luego aparece y les invita a entrar con ella en una cita con Cedric que luego resulta ser una trampa. Dos figuras en la sombra emboscada Will, Irma y Hay Lin de las sombras, lo que permite voluntad de convocar al corazón y dejar que ellos se transforman en sus formas Guardian por primera vez para luchar contra ellos. A partir de ese momento, el grupo conocido como WITCH nació y su tarea de proteger y mantener el orden en el universo comenzó.
la serie de animación: El primer día de Will en la escuela, Yan Lin (la abuela de Hay Lin) sintió el Corazón de Kandrakar, que guardaba bajo llave en una caja dentro de su armario, lucha por ser libre. Siguiendo las órdenes del Oráculo, Yan Lin usó sus poderes débiles que influyen en la mente para hacer a Hay Lin invitar a sus tres mejores amigas: Taranee, Cornelia e Irma y la chica nueva Will para el té y las galletas después de la escuela. Mientras comía, Yan Lin explica sobre el velo, Meridian, el corazón y los poderes elementales se le dio a cada niña, aunque no se menciona nada acerca de Kandrakar. A continuación, confía el corazón a Will. La conexión de las niñas de otros nuevos que se encuentran a la voluntad de ellos se acerca y hace amigos rápidamente con ella.

## Perfil
En el comienzo del cómic Will tiene 14 años, tiene el pelo rojo en un corte corto y ojos marrones. Ella está enamorada de Matthew Olsen, que más tarde se convierte en su novio. Tiene un lirón mascota, que tiene varios nombres y apariencias en función del país. Vive en un apartamento grande con su madre, Susan Vandom, y su lirón. Más tarde, su padrastro se mueve y pronto compartió su casa con un hermano bebé.
Ama el cuidado de los animales, y también le gusta nadar. Ella es muy buena en la natación, e incluso en el equipo de la competencia del Sheffield Institute. Debido a su amor por los animales, Will es buena en la ciencia, específicamente la biología. Will tiene variantes de su nombre entre Wilhelmina y Wilma, dependiendo de cada país. Su cumpleaños es el 19 de enero en los cómics, pero se cambia en otoño (posiblemente en algún lugar de noviembre) en la serie animada. En los cómics, su signo zodiacal en Capricornio. Ama a las ranas y recoge casi cualquier cosa con las ranas en ellos, salvo los propios anfibios. Su colección abarca desde la rana ranas de juguete, material, ropa, muebles, accesorios, mantas, reloj alarma, y llaveros. Su amor por las colecciones de rana llamó tanto al punto de que su cuarto está lleno de ellos en cada esquina.
Will es conocida por tener un temperamento ardiente e inestable, pero tiene la personalidad de un gran líder. Ella se ha vuelto más alegre en toda la serie como ella aprende a ser buenos amigos con los otros. Ella es un poco marimacha, pero también es sensible hacia los sentimientos de otras personas y también la suya. Ella tiene problemas con confiar en la gente porque ella tiene miedo de ser defraudada. Al principio ella no confiaba en las demás chicas de W.I.T.C.H. del todo dien, debido a como sus otros amigos hablaban mal de ella a sus espaldas, pero ella llegó a comprender que en realidad eran sus amigas.
Will es la líder de las Guardianas y tiene el corazón de Kandrakar, una joya mística rosada que convierte los cinco elementos en energía mística, lo que permite a las chicas para transformar y ampliar sus poderes. Ella tiene el poder de la Quintaesencia y la energía absoluta. Su color del tema es de color rosa y su símbolo es de color rosa. En la primera temporada Will aun no posee en dominio completo de la Energía Absoluta.
Cuándo se transforma en su forma de Guardiana lleva un top color púrpura (rosa en el programa de televisión) torso con mangas que van a las manos, una mini falda verde con remolinos sobre sus medias ombligo, azul y verde, con botas hasta la rodilla color púrpura de alto, y las alas, aunque su estilo de pelo no cambia mucho.
En el número 52 del cómic que muestra uno de los futuros posibles de las chicas, se revela que Will pudo crecer hasta convertirse en una escritora y escribir libros basados en sus aventuras.

## Poderes y habilidades
Will es el guardián del talismán conocido como el Corazón de Kandrakar, una pequeña esfera brillante de color rosa brillante joya situada en un broche de plata rodeada por una floritura de brillo del metal, y ella posee el poder de la quintaesencia y la energía absoluta.

## Los libros de historietas
En el cómic, Will podía ejercer el poder absoluto de la energía desde que se convirtió en un tutor. Este poder se manifiesta en explosiones de energía, que más tarde aprendió a utilizar como escudo. Además, sus poderes le permitieron hablar con los objetos y los aparatos eléctricos y darles un nombre. Así fue como descubrió que todos ellos tienen una personalidad propia.
También se cuenta con otras habilidades como teletransportacion, detección de fenómenos mágicos y empatía hacia los animales. Will también es el primer para aprender a hacerse invisible y tiene poderes especiales debido a su condición de guardián del Corazón de Kandrakar. Por ejemplo, puede comunicarse con Guardianes más allá del corazón y transformar a las chicas en Guardianas y formas humanas. Durante la saga de Meridian, puede abrir portales. Cuando ella está en una situación desesperada, Will veces puede permitir que el corazón de improvisar y ayudar a salir.
Los animales son empáticos con Will y reaccionar a su estado de ánimo, por ejemplo, cuándo es feliz, los animales a su alrededor son felices. Los animales también pueden leer la mente de Will, como se ve en un problema.
Con el Corazón de Kandrakar, Will También puede crear gotas astrales que son copias exactas de las chicas.

## Serie animada
Como la quinta Guardiana, Will controla el poder de la quintaesencia, el quinto elemento. Quintaesencia se manifiesta como el rayo azul blanquecino que puede utilizar para disparar ráfagas ofensiva y escudos de defensa del proyecto de la energía por excelencia. Al imbuir a los objetos inanimados con la misma energía, ¿Se puede traer a la vida y lo llevan a actuar por su cuenta, sin embargo, permanecen bajo su control. La voluntad es todavía inexperto en el aspecto de controlar objetos inanimados de sus poderes. secundaria de energía eléctrica de Will es la capacidad de traer elementos tecnológicos a la vida para que ella pueda hablar con ellos y que puedan hablar de nuevo, pero con personalidades distintas.
Como el guardián del Corazón de Candracar (también deletreado Kandrakar), la encarnación física de Candracar también conocido como el corazón del poder infinito, Will puede canalizar la magia de la Aurameres en el corazón y por lo tanto entrar en los Guardianes, ampliando sus competencias y su transformación en su tutor forma con el azul y el colorido vestuario violeta, peinados diferentes, y las alas de hada-como los que todos podemos usar para volar. ¿Se puede usar el poder del Corazón para cerrar y, más abajo de la línea, los agujeros abiertos en el Velo, suelte una luz cegadora rosa del corazón, el proyecto de un campo de fuerza de la energía de color rosa, crear numerosas copias falsas de los Guardianes que desaparecen en un destello de luz, revela la verdadera forma de otra, busque otros tutores con sus Aurameres y las imágenes muestran los lugares y personas. El corazón de Candracar tiene una conexión empática con la tele-Will, y es capaz de responder instintivamente y actuar por sí sola cuando los Guardianes están en peligro. También puede absorber, activar y combinar con otros objetos mágicos. Cuando el velo fue retirado, pronto aprendió a abrir los pliegues en el espacio y el tiempo para recorrer las diferentes dimensiones.
Se ha mostrado el poder de la fuerza sobrehumana y resistencia en varias escalas capaz de utilizar un árbol como un bate de béisbol y atrapar una caída de catapulta como si fuera una pelota de fútbol. También ha demostrado una sensibilidad a la escritura mágica y sobrenatural y los fenómenos. Ella tiene la capacidad de empatía con los animales, ya que parece reflejar su estado de ánimo y tiene una afinidad natural para la teletransporte, siendo el primero en ejercer esta capacidad universal Guardian. El tutor y el exportero del velo, Nerissa Crossnic, también tiene los mismos poderes exacta como Will.
Se ha demostrado que es capaz de:
- Maneja absoluta de la energía (con el Corazón)
- Proyecta un campo de fuerza de energía de color rosa
- Publicación cegadora luz del corazón
- Canal de la magia de la Aurameres en el corazón y entrar a los Guardianes
- Crear rayos de luz que puede provocar dolor o de una caída de (Quintaesencia)
- Trae los aparatos eléctricos a la vida a través de Quintaesencia
- Abre y cierre los agujeros en el velo
- Abre los pliegues en el tiempo y el espacio
- Sigue la pista del tutores a través de la aurameres
- Crear Gotas Astral
- Revisión en señales de radio con el Corazón
- Mostrar la verdadera forma de otro con el Corazón
- Crear copias poder del Corazón
- Fuerza sobrehumana
- Sentidos fenómenos mágicos
- Las habilidades empáticas hacia los animales
- En pocas palabras leer la mente
- Crea barreras de la energía y la electricidad
- Hablar, entender y comunicarse con los animales
- Rayo generación
- Rayo redirección
- Realidad deformación
- Es posible que el control de los otros cuatro elementos

Will posee poderes como su condición de Líder, los cuales son:
- Unir los Guardianes
- Vuelo
- Glamouring
- Teletransportación
- Invisibilidad
- Lanza rayos de Energía Fuscia
- Abrir y cerrar portales

## Vida amorosa
En la serie de libros de historietas, el amor de Will es y siempre ha sido Matt Olsen, un chico de su escuela que toca en una banda. Su relación, sin embargo, no ha sido fácil. Cuando la gota astral de Will le dio un beso por error y luego le dio una bofetada en la cara, le es difícil dar una explicación, incluso la búsqueda de la situación molesta. Él, sin embargo, mencionan que esto hace que sea "especial". Debido a la inseguridad de Will puede tener rápidamente celos de ver a Matt con otra chica sospechando que están saliendo. Cuando Mandy llega a la vida de Matt, Will cree que debe ser su novia, debido al hecho de que la gota astral los vio abrazarse. Ella se vuelve cruel con Mandy, incluso utilizando sus poderes para hacerle perder un concurso de natación. Ella también se comporta cruelmente a Matt, diciendo que es un cobarde por no decir la verdad. Cuando Mandy finalmente descubre la razón por la que Will fue grosera con ella, le dice que Matt y ella fueron novios cuando estaban en jardín de infantes, pero después fueron solo amigos. La razón por la que se abrazó con Mandy fue porque ella había oído que sus padres iban a tener un divorcio y Matt le consoló. Otra situación que causó voluntad de tener un arrebato fue cuando pensó que a Matt le gustaba Orube. Se gritó a él para decirle la verdad y cómo él no entendía que ella vaya tan lejos como decir que creía que era su amigo. Esto hizo que Matt a ser un poco molesto por su comportamiento espectacular. Pero Matt también ha tenido celos en un malentendido, después de haber creído que Will estaba saliendo con Eric cuando Hay Lin los presentó. Esto lo llevó a la ignorancia, lo que causó voluntad de ser muy confuso. Sin embargo, los dos comenzaron a salir de nuevo y se fue detrás de ellos los malentendidos. Durante un día, fueron atacados por Cedric que estaba tratando de robar el corazón de kandrakar, el cual Will utilizará para salvar a Matt de una caída mortal.  A causa de estos eventos se vio obligada a decirle todo a Matt. Los dos se volvieron más cercanos pero para Matt la responsabilidad de saber siquiera todo esto sobre Will es difícil de soportar y él se mantiene distante con ella. También se convierte en distante con el resto del grupo que todos creen que fue un error enorme y nunca le han dicho. Matt y Will se reencuentran poco después y se convierten en más, de convertirse oficialmente en la novia y el novio. Sin embargo, en los números más recientes, Matt se vuelve más y más involucrado con sus aventuras. Empieza bien comporta con mucha seriedad y frialdad hacia la voluntad, haciendo su pregunta de si realmente la ama.
En un posible futuro visto en el volumen 50, Matt había roto con Will.
En la primera W.I.T.C.H. novela, La batalla del Corazón, Will se enamora de su nuevo vecino, un chico lindo que tiene talento en el baile, sin embargo, que resultó ser un extranjero y le robó el corazón de Kandrakar de ella. Will y sus amigos fueron a su planeta para recuperarlo.
- Datos: Q266800